# Malaxis talamancana
Malaxis talamancana är en orkidéart som beskrevs av Robert Louis Dressler. Malaxis talamancana ingår i släktet knottblomstersläktet, och familjen orkidéer.
Artens utbredningsområde är Costa Rica. Inga underarter finns listade i Catalogue of Life.